# Kelly Olmos
Raquel Cecilia Kismer de Olmos (Buenos Aires, 8 de julio de 1952), más conocida por su apodo Kelly Olmos, es una dirigente del Partido Justicialista y economista que ha desempeñado varios cargos en esta organización política así como también en el gobierno nacional, municipal y además del Gobierno de la Ciudad de Buenos Aires. El presidente Alberto Fernández la designó para ocupar el cargo de ministra de Trabajo, Empleo y Seguridad Social el 10 de octubre de 2022.

## Reseña biográfica
Se graduó como licenciada en Economía de la Universidad de Buenos Aires y magister en Economía Urbana de la Universidad Torcuato Di Tella, además de realizar un posgrado en Formulación y Evaluación de Proyectos de Inversión (INPE-OEA/CEPAL).
En la función pública fue designada en 1989 como secretaria permanente del Consejo Federal de Promoción Industrial, pasando posteriormente a ocupar distintos cargos durante las intendencias municipales de Carlos Grosso, Saúl Bouer y Jorge Domínguez: Subsecretaria de Industria y Comercio, secretaria de Producción y Servicios y Secretaria de Promoción Social, en la Municipalidad de la Ciudad de Buenos Aires.
En 1993 fue elegida por el voto para integrar el Concejo Deliberante de la Ciudad de Buenos Aires y seguidamente (1997-2000) como diputada de la Legislatura de la Ciudad Autónoma de Buenos Aires que reemplazó a dicho órgano parlamentario.
Siendo directora de la Corporación Buenos Aires Sur (ente autárquico del Gobierno de la Ciudad Autónoma de Buenos Aires) durante el mandato de Jorge Telerman debió dejar su cargo por su apoyo al candidato del Partido Justicialista, Daniel Filmus, competidor del entonces jefe de gobierno porteño que buscaba su reelección con el apoyo de un frente integrado por diversas fuerzas como la Unión Cívica Radical, Nuevo Encuentro y el Movimiento Libres del Sur.
Durante la presidencia de Cristina Fernández de Kirchner fue titular de la Secretaría de Asuntos Municipales del Ministerio del Interior de 2007 a 2009.
En 2019 el presidente Alberto Fernández la nombró vicepresidente del Banco de Inversión y Comercio Exterior al inicio de su mandato presidencial, hasta que el 10 de octubre de 2022 anunció que reemplazará a Claudio Moroni al frente del Ministerio de Trabajo, Empleo y Seguridad Social.
Fue consejera nacional del Partido Justicialista y coordinadora de la Comisión de Financiamiento del Desarrollo de los equipos técnicos del Partido Justicialista nacional.
En el ámbito académico, es consejera superior y directora del Instituto de Administración, Gobierno y Economía de la Universidad Nacional de Tres de Febrero (Untref).